# Rokitno
Rokitno è un comune rurale polacco del distretto di Biała Podlaska, nel voivodato di Lublino.
Ricopre una superficie di 140,82 km² e nel 2006 contava 3 315 abitanti.
Col termine "Paludi di Rokitno s'intende un'area della Polesia sudorientale al confine tra Bielorussia ed Ucraina paludosa e priva di effettive strade e ferrovie. Corrisponde alle attuali Paludi del Pryp"jat' ("Paludi di Pinsk" per la popolazione indigena).